# سرطانة غدية رئوية
سرطانة غدية رئوية هو شكل نسيجيٌ شائع من سرطان الرئة الذي يحتوي على بعض الخصائص النسيجية الخبيثة البنائية، الخلوية، أو الجزيئية، بما في ذلك الغدة و / أو تشكيل القناة و / أو إنتاج كميات كبيرة من المخاط.

## علم الأوبئة
ما يقرب من 40٪ من السرطانة الغدية في الولايات المتحدة هي غدية، والتي عادة ما تنشأ في الانسجة الرئوية الطرفية. ترتبط معظم الحالات مع التدخين.ترتبط معظم حالات غدية مع التدخين. ومع ذلك، بين الأشخاص الذين يدخنون أقل من 100 سيجارة في حياتهم ("أبدا المدخنين")، غدية هو الشكل الأكثر شيوعا من السرطانة الغدية. حدوث المرض أصبح يزيد في كثير من الدول الغربية المتقدمة في العقود الماضية القليلة، حيث أصبح نوع سرطان رئوي شائع للمدخنين (مجتازا لسرطان الرئة الخلايا الحرشفية) ولغير المدخنين. وفقا لدراسة صحة الممرضات، فإن خطر غدية الرئة يزيد بشكل كبير بعد مدة طويلة من التدخين السابق، مع فترة التدخين السابقة من 30 إلى 40 عاما قد يشكل خطرا نسبيا من حوالي 2.4 مقارنة مع عدم المدخنين، ووهي مدة تزيد عن 40 عاما مما يعطي خطرا نسبيا يبلغ حوالي 5 سنوات.
 يلحظ هذا السرطان عادة في محيط الرئتين، بدلا من سرطان الرئة صغير الخلية وسرطان الرئة الحرشفية، والتي تميل إلى أن تكون أكثر مركزية، على الرغم من أنه قد يحدث أيضا آآفات مركزية. لأسباب غير معروفة، فإنه غالبا ما تنشأ فيما يتعلق ندوب الرئة الطرفية. النظرية الحالية هي أن ندبة حدثت ثانويا إلى الورم، بدلا من التسبب في الورم.سرطان الغدة الرئوي زاد في حالات التدخين، وهو النوع الأكثر شيوعا من سرطان الرئة ينظر في غير المدخنين والنساء. قد يكون سبب الموقع الطرفي للسرطان في الرئتين هو استخدام الفلاتر في السجائر التي تمنع الجزيئات الكبيرة من دخول الرئة. استنشاق أعمق للسجائر ينتج في الآفات الطرفية التي غالبا ما تكون في المرض.بشكل عام، ينمو الورم ببطء أكثر وتشكل كتل أصغر من الأنواع الفرعية الأخرى.ومع ذلك، فإنها تميل إلى تشكيل الانبثاث على نطاق واسع في مرحلة مبكرة. السرطانة الغدية هو سرطان رئة غير صغير الخلية، وعلى هذا النحو، فإنه لا يستجيب للعلاج الإشعاعي كما هو سرطان الرئة خلية صغيرة، ولكن يعامل جراحيا، على سبيل المثال عن طريق استئصال الرئة أو استئصال الفصز

## التصنيف

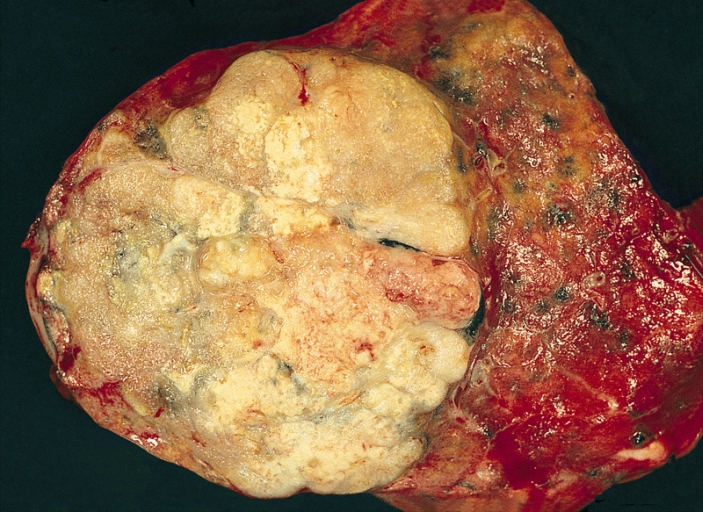
عينة المرضية من سرطان الغدة الرئوي ، وتم إزالتها باستئصال الفصوص.

اورام الغدة الرئوي هي أورام غير متجانسة للغاية. ويعترف حاليا العديد من الأنواع الفرعية النسيجية الرئيسية من قبل WHO و IASLC/ATS/ERS
- السرطانة الغدية غير غازية أو غدية غازية للحد الأدنى.
- ورم الغدة الرئوي في الموقع من الرئة (سرطان القصبات الهوائية).
- السرطانة الغدية الغازية للحد الأدنى من الرئة.
- ورم خبيث غازي.
- السرطانة الغدية العنبي السائد.
- السرطانة الغدية الحليمي السائد.
- السرطانة الغدية الحليمي مجهري السائد.
- السرطانة الغدية سائد الصلب.
- السرطانة الغدية مخاطي السائد.

الطابع الخاتمي والورم الخبيث الخلوي الواضحة لم تعد أنواع فرعية نسيجية، بل من الخصائص الخلوية التي يمكن أن تحدث في الخلايا السرطانية من الأنواع الفرعية النسيجية متعددة، في الغالب السرطانة الغدية الصلبة.
بعض المتغيرات غير معترف بها بوضوح من قبل منظمة الصحة العالمية و IASLC/ATS/ERS
 تصنيف:
- سرطان الغدة المعوي الرئوي.
- سرطان الغدة المثقب الرئوي.

## علم أمراض الأنسجة
غدية الرئة يميل إلى ترك بقع موسين موجب بما انه مشتق من الغدد المخاط المنتجة من الرئتين. على غرار سرطانات غدية أخرى، إذا كان هذا الورم معترف عليه جيدا  (درجة منخفضة) سوف تشبه بنية غدية طبيعية. غدية متباينة بشكل سيء لا تشبه الغدد الطبيعية (درجة عالية) وسيتم كشفها عن طريق رؤية أنها وصمة يجابية للميوسين (الذي تنتج الغدد).يمكن للورم الغدي الخبيث ان يتعرف عبيه باستخدام بقعة TTF-
1, التي هي علامة خلوية للورم.
.
مجهريا، AAHهو تركيز محدد بشكل جيد من انتشار الظهارية، التي تحتوي على مكعبات خلايا عمودية منخفضة تشبه خلايا النادي أو نوع من بنيوموسيتس الثاني. وهذه تظهر درجات مختلفة من سيتولوجيك اتيبيا، بما في ذلك فرط التلون، تعدد الأشكال، نوى بارزة. ومع ذلك، فإن أتيبيا ليس واضح كما رأينا في السرطانة الغددية. آفات AAH هي وحيدة النسيلة، وأنها تشترك في العديد من الانحرافات الجزيئية (مثل الطفرات كراس) التي ترتبط مع أدينوكارسينوماس.

## الإدارة و التحكم
العلاج المستهدف متاح لأدينوكارسينوماس الرئة مع بعض الطفرات. كريزوتينيب فعال في الأورام مع الاندماجات التي تنطوي على ALK أو ROS1، في حين تستخدم جيفيتينيب، إرلوتينيب، وأفاتينيب في المرضى الذين الأورام لها طفرات في EGFR.

## الاحياء الجزئية

### الترتيب الكروموسومي
ثلاثة مستقبلات التيروزين كيناز تشارك بشكل متكرر في إعادة ترتيب في أدينوكارسينوماس: ALK ، ROS1، وريت، وأكثر من ثمانين ناقلات أخرى تم الإبلاغ عنها في غدية الرئة. العلاجات المستهدفة: اندماج  البروتينات ALK و ROS1  حساسة للعلاج مع ALK مثبطات التيروزين كيناز الجديدة (انظر أطلس علم الوراثة وعلم الوراثة الخلوية في الأورام وأمراض الدم).